# Navidezno popolno število
Navidezno popolno število je v matematiki pozitivno celo število n, za katerega je vsota pozitivnih pravih deliteljev enaka:
{\displaystyle \sigma ^{\star }(n)=n+1\!\,,}
oziroma vsota deliteljev:
{\displaystyle \sigma (n)=2n+1\!\,.}
Vsa navidezna popolna števila so tudi obilna števila. Njihova obilnost je po definiciji enaka 1. Ne poznamo še nobenega navidezno popolnega števila. Če obstajajo, morajo biti večja od 1035 in morajo imeti vsaj sedem deliteljev.